# Chrysobothris cuprascens
Chrysobothris cuprascens es una especie de escarabajo del género Chrysobothris, familia Buprestidae. Fue descrita científicamente por LeConte en 1860.
Se encuentra en Arizona, Nuevo México, Colorado y Utah.
Las larvas se hospedan en Pinus monophylla (Pinaceae).